# Лаба Роман Романович
Рома́н Рома́нович Ла́ба (* 30 листопада 1966, Сороки-Львівські, Львівська область) — радянський та український футболіст і тренер. Грав на позиції нападника, виступав за «Торпедо» (Луцьк), «Карпати» (Львів), «Буковину» (Чернівці), «Верес» (Рівне) та ряд інших клубів.

## Життєпис
Вихованець СКА (Львів). Перший тренер — Ігор Андрійович Польний.
Закінчив Львівський державний інститут фізичної культури.
На футбольному полі відзначався сміливими рейдами по лівому краї.
Працював тренером у футбольній школі Мирона Маркевича (Винники), «Гараї» (Жовква), «Вересі» (Рівне), любительському ФК «Добромиль».
З 2006 року працював у ФК «Львів», з 1 жовтня до 13 жовтня 2008 був виконувачем обов'язків головного тренера «Львова». Також обіймав, зокрема посаду спортивного директора клубу.